# Verónica Orozco
Verónica Orozco (tên khai sinh là Verónica Orozco Aristizábal, sinh ngày 8 tháng 6 năm 1979) là một nữ diễn viên và ca sĩ người Colombia.

## Đời tư
Orozco là con gái của diễn viên Luís Fernando Orozco và Carmenza Aristizábal Hoyos. Cô có hai chị em gái, nữ diễn viên Ana María và Juliana.
Vào tháng 1 năm 2007, cô kết hôn với diễn viên hài người Colombia có tên là Martín de Francisco ở Villa de Leyva nhưng cặp đôi này đã ly thân vào tháng 4 năm 2010 và ly hôn sau đó trong cùng năm. Năm sau, Orozco gặp nhà tâm lý học Juan Sebastian Restrepo và con gái Violeta của họ sinh năm 2012.

## Sự nghiệp âm nhạc
Orozco là một phần của chương trình âm nhạc truyền hình Colombia Okidoki, dẫn cô phát hành ba album dưới cái tên Okidoki vào đầu những năm 1990. Năm 2006, Orozco bắt đầu sự nghiệp solo của mình, phát hành album thành công có tên Verónica Orozco. Đĩa đơn đầu tiên của cô là "Las bragas", có rất nhiều tranh cãi xung quanh lời bài hát cho thấy chủ nghĩa đồng tính nữ. Đĩa đơn thứ hai của cô là "Miénteme". Nó đã giành được giải thưởng "Video del Año" (Video của năm) tại Los Premios Shock (Shock Awards). Đĩa đơn thứ ba của cô là "Descarada". Cô biểu diễn bài hát tại Los Premios TV y Novelas và tại một trong những buổi hòa nhạc của Nuestra Tierra 2007.
Cô cũng tham gia vào các buổi hòa nhạc La Mega: Nuestra Tierra năm 2006.
Sau đó, cô tuyên bố cô sẽ trở lại sự nghiệp âm nhạc của mình và album phòng thu thứ hai của cô được dự kiến phátt hành vào giữa năm 2009, nhưng đến năm 2017, bản phát hành tiếp theo chỉ là đĩa đơn "¿Dónde Está Mi Varón?" vào năm 2016.

## Sự nghiệp diễn xuất

### Phim điện ảnh
| Năm  | Tiêu đề        | Vai diễn                | Ghi chú                                  |
| ---- | -------------- | ----------------------- | ---------------------------------------- |
| 2001 | Bogotá 2016    | Cameo                   | Cameo trong phân đoạn "La venus virtual" |
| 2006 | A Ton of Luck  | Dayana                  |                                          |
| 2006 | Bluff          | Rosmery, cô gái tử thần |                                          |
| 2012 | Sanandresito   | Fanny Correa            |                                          |
| 2017 | El Caso Watson | Ángela Rojas            | Một phần của đoàn làm phim               |
| 2018 | El Reality     | Constanza               |                                          |

### Series truyền hình
| Năm       | Tiêu đề                             | Vai diễn                                             | Notes                                                                                      |
| --------- | ----------------------------------- | ---------------------------------------------------- | ------------------------------------------------------------------------------------------ |
| 1992      | Oki Doki                            | Vainilla                                             | Một phần của đoàn làm phim                                                                 |
| 1994      | Dejémonos de vainas                 | Daisy "LadiDi" Villegas                              | Một phần của đoàn làm phim                                                                 |
| 1996      | Prisioneros del amor                | Teresa                                               | Một phần của đoàn làm phim                                                                 |
| 1998      | La Madre                            | Lucía Suarez                                         | Một phần của đoàn làm phim                                                                 |
| 1999      | Francisco el Matemático             | Magdalena Rivera                                     | Một phần của đoàn làm phim                                                                 |
| 2000      | Alicia en el País de las Mercancías | Alicia Cardona                                       | Vai phản diện đầu tiên                                                                     |
| 2001      | Isabel me la Veló                   | Isabel Vargas                                        | Vai phản diện thứ 2                                                                        |
| 2002-2003 | La Lectora                          | Laura Cervantes                                      | Vai trò phản diện chính                                                                    |
| 2004      | Las Noches de Luciana               | Katia Lopera                                         | Đối kháng                                                                                  |
| 2007      | El Elegido                          | -                                                    | Chương trình truyền hình quảng cáo do Verónica Orozco và Sebastian Martinez đóng vai chính |
| 2007      | Mujeres asesinas                    | Marta                                                | Một phần của đoàn làm phim                                                                 |
| 2008-2009 | Los Protegidos                      | Lina Santana                                         | Vai phản diện                                                                              |
| 2010-2011 | A Corazón Abierto                   | Dr. María Alejandra Rivas Cavalier                   | Vai phản diện lần thứ ba và là vai diễn quan trọng nhất và nổi tiếng nhất                  |
| 2011      | Mujeres asesinas                    |                                                      | Một phần của đoàn làm phim                                                                 |
| 2015-2016 | Anónima                             | Victoria Cuartas / Ángela Valera / Carolina Guerrero | Vai phản diện                                                                              |
| 2016      | 'Bloque de búsqueda'                | Mónica María Barrera / Ana María Velandia de Gavilán | Vai phản diện                                                                              |
| 2017      | Hermanos y hermanas                 | Catalina Soto                                        | Vai phản diện                                                                              |
| 2019      | La gloria de Lucho                  | Gloria Vargas                                        | Vai phản diện                                                                              |
| 2019      | Siempre bruja                       | Ninibé                                               | Một phần của đoàn làm phim                                                                 |
| 2020      | Verdad oculta                       | Colonel Diana Manrique                               | Vai phản diện                                                                              |

## Danh sách đĩa nhạc

### Album
- Verónica Orozco (2006)

### Đĩa đơn
- "Las Bragas" (2006)
- "Miénteme" (2007)
- "Descarada" (2007)
- "¿Dónde Está Mi Varón?" (2016)
- "Mala" (2020)

Ghi chú:
- Bài hát "Pasion Asesina" của cô đã được đưa vào bộ phim Colombia Soñar no Cuesta Nada (A Ton of Luck), trong đó cô được giới thiệu, đóng vai vũ nữ thoát y Dayana.
- Bài hát "Las Bragas" của cô đã được đưa vào nhạc nền cho chương trình truyền hình Mexico SOS: Sexo y otros Secretos.